# Tucows
Tucows is een Canadees beursgenoteerd internet- en telecommunicatiebedrijf. Het is wereldwijd de op twee na grootste registrar van domeinnamen.

## Beschrijving
Tucows werd in 1993 opgericht door Scott Swedorski. Hij startte met een website waarop freeware en shareware gratis kon worden gedownload. Volgens Swedorski staat Tucows voor The Ultimate Collection of Winsock Software. Het logo kreeg twee koeien als verwijzing naar two cows (twee koeien). Het aanbod op Tucows was uniek in die tijd en de website werd al snel bekend. In 1999 voegde het ook Linux-software toe aan de downloads.
In 1995 werd Tucows overgenomen door het Canadese bedrijf ISP Internet Direct.
Het bedrijf werd vanaf 1999 ook een Internet Service Provider (ISP) en domeinnaam registrar. Het bood tevens SSL-certificaten en e-mail aan.
Tucows maakte op 19 augustus 2005 een beursgang, zowel op de American Stock Exchange als de Toronto Stock Exchange.
In 2021 beheerde Tucows ruim 11,7 miljoen domeinnamen, waarmee het de op twee na grootste registrar ter wereld was.